# Чемпіонат Суботиці з футболу
Чемпіонат футбольної асоціації Суботиці  — футбольне змагання для клубів з міста Суботиця і його околиць, що проводилося між двома світовими війнами.  

## Чемпіони та призери
Змагання вперше було проведене в 1919 році. Участь у ньому взяли 12 команд, що були розділені на два дивізіони. З 1923 року переможець ліги Суботиці потрапляв до національного чемпіонату. 
| Сезон        | Кількість учасників | чемпіон                | 2 місце           | 3 місце                |
| ------------ | ------------------- | ---------------------- | ----------------- | ---------------------- |
| 1919         | 12                  | Бачка (Суботиця)       | СВАК (Суботиця)   | МТЕ (Суботиця)         |
| 1920 (весна) | 7                   | СВАК (Суботиця)        | Бачка (Суботиця)  | ІІ Керюлет (Суботиця)  |
| 1920 (осінь) | 8                   | Бачка (Суботиця)       | САНД (Суботиця)   | Спорт (Суботиця)       |
| 1920-21      | 9                   | Бачка (Суботиця)       | Аматор (Суботиця) | САНД (Суботиця)        |
| 1921-22      | 10                  | Бачка (Суботиця)       | САНД (Суботиця)   | Спорт (Суботиця)       |
| 1922-23      | 9                   | Бачка (Суботиця)       | САНД (Суботиця)   | Сомборсько СУ (Сомбор) |
| 1923-24      | 10                  | Сомборсько СУ (Сомбор) | Бачка (Суботиця)  | Спорт (Суботиця)       |
| 1924-25      | 8                   | Бачка (Суботиця)       | САНД (Суботиця)   | Сомборсько СУ (Сомбор) |
| 1925-26      | 9                   | Бачка (Суботиця)       | САНД (Суботиця)   | Сомборсько СУ (Сомбор) |
| 1926-27      | 10                  | САНД (Суботиця)        | Бачка (Суботиця)  | ЖАК (Суботиця)         |
| 1927-28      | 10                  | САНД (Суботиця)        | Бачка (Суботиця)  | ЖАК (Суботиця)         |

Відбулась зміна формату змагань: учасники ділились на дві групи, а потім перші та другі місця груп змагались у стикових матчах. До першої групи входили команди з міста Суботиця, до другої – з провінції. 
| Сезон   | Кількість учасників | переможець       | фіналіст               | рахунок  |
| ------- | ------------------- | ---------------- | ---------------------- | -------- |
| 1928-29 | 13                  | САНД (Суботиця)  | СОКО (Старі Бечеї)     | 4:2      |
| 1929-30 | 16                  | Бачка (Суботиця) | Сомборсько СУ (Сомбор) | 7:1, 1:4 |
| 1930-31 | 17                  | ЖАК (Суботиця)   | Сомборсько СУ (Сомбор) | 3:1, 1:1 |

Знову відбулася зміна формату змагань. Тепер учасники ділились на три підгрупи (пізніше на чотири), переможці яких складали фінальну групу. 
| Сезон   | Кількість учасників | чемпіон             | 2 місце          | 3 місце                   |
| ------- | ------------------- | ------------------- | ---------------- | ------------------------- |
| 1931-32 | 21                  | Бачка (Суботиця)    | Славія (Сомбор)  | Сенчанський АК (Сента)    |
| 1932-33 | 25                  | Трі Звезде (Апатин) | Бачка (Суботиця) | Сенчанський АК (Сента)    |
| 1933-34 | 29                  | Трі Звезде (Апатин) | ЖАК (Суботиця)   | Сенчанський АК (Сента)    |
| 1934-35 | 33                  | ЖАК (Суботиця)      | Бачка (Суботиця) | Граджянскі (Старий Бечей) |
| 1935-36 |                     | ЖАК (Суботиця)      | Оджацкі СК       | Югословен (Сента)         |
| 1936-37 |                     | Бачка (Суботиця)    |                  |                           |
| 1937-38 |                     | Бачка (Суботиця)    |                  |                           |
| 1938-39 |                     | ЖАК (Суботиця)      |                  |                           |